# Корабельные новости
«Корабе́льные но́вости» (англ. The Shipping News) — американский фильм 2001 года, снятый Лассе Халльстрёмом по роману Энни Пру, удостоенному Пулитцеровской премии. Исполнители главных ролей — Кевин Спейси, Джуди Денч и Джулианна Мур.

## Сюжет
Койл, патологический неудачник, влюбляется в развязную и независимую Петел. Став его женой, та изменяет Койлу. Не меняет положения вещей и рождение дочери. Сбежав с очередным дружком, Петел погибает в автомобильной катастрофе. В то же время родители Койла кончают жизнь самоубийством. Раздавленный происшедшим, он принимает предложение своей тётки Агнес и уезжает на Ньюфаундленд, родину отца, чтобы начать всё с нуля.

## В ролях
| Актёр           | Роль         |
| --------------- | ------------ |
| Кевин Спейси    | Койл         |
| Кейт Бланшетт   | Петел Беар   |
| Джулианна Мур   | Уэйви Проуз  |
| Джуди Денч      | Агнесса Хамм |
| Скотт Гленн     | Джек Баггит  |
| Гордон Пинсент  | Билли Претти |
| Пит Постлетуэйт | Терт Кард    |
| Марк Лоуренс    | Кузен Нолан  |

## Награды и номинации
- 2002 — две номинации на премию «Золотой глобус»: лучшая мужская роль — драма (Кевин Спейси), лучшая музыка к фильму (Кристофер Янг)
- 2002 — две номинации на премию BAFTA: лучшая мужская роль (Кевин Спейси), лучшая женская роль второго плана (Джуди Денч)
- 2002 — номинация на премию Гильдии киноактёров США за лучшую женскую роль второго плана (Джуди Денч)
- 2002 — номинация на Золотого медведя Берлинского кинофестиваля
- 2001 — премия Национального совета кинокритиков США за лучшую женскую роль второго плана (Кейт Бланшетт)